# Saison 1990-1991 de l'Olympique de Marseille
Maillots
Chronologie
Saison précédente Saison suivante
L'Olympique de Marseille s'aligne pour la saison 1990-1991 en Division 1, en Coupe de France et en Coupe des clubs champions européens.
Globalement sur le plan sportif, l'OM fait une excellente saison : l'équipe, en plus d'être à nouveau championne de France, est finaliste de la Coupe des Clubs Champions ainsi que de la Coupe de France. Néanmoins, trois entraîneurs se succéderont à la tête de l'équipe.

## Les rencontres de la saison

### Matches amicaux
Coupe de la Méditerranée (Gênes)
L'OM finit deuxième de la première édition de la Coupe de la Méditerranée de Gênes.
| Date         | Tour      | Adversaire         | Lieu  | Score | Buteurs de l'OM                  | Public |
| ------------ | --------- | ------------------ | ----- | ----- | -------------------------------- | ------ |
| 13 août 1990 | Journée 1 | Atlético de Madrid | Gênes | 1 - 1 | Vercruysse 32e                   |        |
| 14 août 1990 | Journée 2 | Genoa CFC          | Gênes | 3 - 3 | Vercruysse 3e, Waddle 48e, ?? ?? |        |

Classement final :
| Place | Club                   | Pts | J | V | N | D | Buts + | Buts - | Diff. |
| ----- | ---------------------- | --- | - | - | - | - | ------ | ------ | ----- |
| 1er   | Torino FC              | 3   | 2 | 1 | 1 | 0 | 4      | 2      | +3    |
| 2e    | Olympique de Marseille | 2   | 2 | 0 | 2 | 0 | 4      | 4      | 0     |
| 3e    | Genoa CFC              | 2   | 2 | 0 | 2 | 0 | 3      | 3      | 0     |
| 4e    | Atlético de Madrid     | 1   | 2 | 0 | 1 | 1 | 3      | 5      | -2    |

### Division 1
Le club marseillais arrive premier avec 55 points avec 22 victoires, 11 nuls, 5 défaites, 67 buts pour et 28 buts contre.
Jean-Pierre Papin est le meilleur buteur de l'Olympique de Marseille et de la Division 1 avec 23 buts.
| Date              | Journée | Adversaire            | Lieu | Résultat | Buteurs de l'OM                                                   | Class. | Public |
| ----------------- | ------- | --------------------- | ---- | -------- | ----------------------------------------------------------------- | ------ | ------ |
| 21 juillet 1990   | J01     | OGC Nice              | Dom. | 1 - 0    | Papin (73e)                                                       | 4e     | 34 963 |
| 27 juillet 1990   | J02     | FC Metz               | Ext. | 0 - 2    | CSC (6e), Papin (65e,s.p.)                                        | 1er    | 16 916 |
| 4 août 1990       | J03     | SM Caen               | Dom. | 2 - 1    | Cantona (12e, 59e)                                                | 2e     | 35 945 |
| 11 août 1990      | J04     | Olympique lyonnais    | Ext. | 2 - 2    | Cantona (18e), Papin (25e)                                        | 1er    | 36 151 |
| 18 août 1990      | J05     | Lille OSC             | Dom. | 2 - 0    | Amoros (11e), Papin (60e)                                         | 1er    | 34 091 |
| 25 août 1990      | J06     | FC Nantes             | Ext. | 1 - 1    | Boli (81e)                                                        | 1er    | 31 814 |
| 29 août 1990      | J07     | Girondins de Bordeaux | Dom. | 2 - 0    | Papin (14e, 82e)                                                  | 1er    | 35 887 |
| 8 septembre 1990  | J08     | Paris SG              | Dom. | 2 - 1    | Waddle (11e), Cantona (18e)                                       | 1er    | 31 626 |
| 15 septembre 1990 | J09     | Toulouse FC           | Ext. | 0 - 2    | Waddle (25e), Papin (64e)                                         | 1er    | 30 728 |
| 22 septembre 1990 | J10     | AS Cannes             | Dom. | 0 - 1    | -                                                                 | 1er    | 37 573 |
| 28 septembre 1990 | J11     | AS Monaco             | Ext. | 1 - 3    | Germain (33e), Vercruysse (52e), Papin (58e)                      | 1er    | 18 070 |
| 6 octobre 1990    | J12     | AS Saint-Étienne      | Dom. | 3 - 1    | Cantona (1re, 46e), Papin (80e)                                   | 1er    | 30 754 |
| 20 octobre 1990   | J13     | FC Sochaux            | Ext. | 2 - 1    | Papin (57e, s.p.)                                                 | 1er    | 10 015 |
| 28 octobre 1990   | J14     | Stade brestois        | Dom. | 3 - 1    | Cantona (36e), Boli (59e), CSC (87e)                              | 1er    | 35 199 |
| 3 novembre 1990   | J15     | AS Nancy-Lorraine     | Ext. | 2 - 0    | -                                                                 | 2e     | 23 559 |
| 11 novembre 1990  | J16     | Stade rennais         | Dom. | 4 - 1    | Waddle (38e), Pardo (42e), Pelé (77e), Boli (89e)                 | 1er    | 30 899 |
| 24 novembre 1990  | J17     | Sporting Toulon Var   | Ext. | 0 - 1    | Boli (64e)                                                        | 1er    | 14 287 |
| 2 décembre 1990   | J18     | Montpellier HSC       | Dom. | 2 - 0    | Boli (79e), Pelé (88e)                                            | 1er    | 39 291 |
| 9 décembre 1990   | J19     | AJ Auxerre            | Ext. | 4 - 0    | -                                                                 | 1er    | 18 500 |
| 16 décembre 1990  | J20     | FC Metz               | Dom. | 3 - 0    | Papin (34e s.p., 70e), Waddle (84e)                               | 1er    | 24 885 |
| 23 décembre 1990  | J21     | SM Caen               | Ext. | 0 - 0    | -                                                                 | 1er    | 12 593 |
| 13 janvier 1991   | J22     | Olympique lyonnais    | Dom. | 7 - 0    | Vercruysse (31e), Papin (36e, 50e, 68e, 89e), Germain (56e, 70e)  | 1er    | 26 808 |
| 20 janvier 1991   | J23     | Lille OSC             | Ext. | 1 - 0    | -                                                                 | 1er    | 19 155 |
| 27 janvier 1991   | J24     | FC Nantes             | Dom. | 6 - 0    | Pelé (5e, 11e), Papin (27e, 89e), Vercruysse (69e), Germain (76e) | 1er    | 24 121 |
| 1er février 1991  | J25     | Girondins de Bordeaux | Ext. | 1 - 1    | Waddle (79e)                                                      | 1er    | 20 000 |
| 10 février 1991   | J26     | Paris SG              | Ext. | 0 - 1    | Boli (70e)                                                        | 1er    | 38 766 |
| 13 février 1991   | J27     | Toulouse FC           | Dom. | 1 - 0    | Papin (3e, s.p.)                                                  | 1er    | 20 000 |
| 24 février 1991   | J28     | AS Cannes             | Ext. | 0 - 0    | -                                                                 | 1er    | 12 345 |
| 1er mars 1991     | J29     | AS Monaco             | Dom. | 1 - 0    | Germain (19e)                                                     | 1er    | 26 428 |
| 15 mars 1991      | J30     | AS Saint-Étienne      | Ext. | 1 - 1    | Cantona (21e)                                                     | 1er    | 27 805 |
| 23 mars 1991      | J31     | FC Sochaux            | Dom. | 0 - 0    | -                                                                 | 1er    | 30 939 |
| 1er mai 1991      | J32     | Stade brestois        | Ext. | 1 - 1    | Boli (87e)                                                        | 1er    | 18 000 |
| 13 avril 1991     | J33     | AS Nancy-Lorraine     | Dom. | 6 - 2    | Papin (3e, 21e, 52e), Waddle (40e), Fournier (81e), Boli (89e)    | 1er    | 27 791 |
| 19 avril 1991     | J34     | Stade rennais         | Ext. | 1 - 1    | Papin (16e)                                                       | 1er    | 23 319 |
| 4 mai 1991        | J35     | Sporting Toulon Var   | Dom. | 3 - 3    | Vercruysse (21e), Germain (36e), Fournier (76e)                   | 1er    | 30 619 |
| 10 mai 1991       | J36     | Montpellier HSC       | Ext. | 0 - 0    | -                                                                 | 1er    | 20 000 |
| 17 mai 1991       | J37     | AJ Auxerre            | Dom. | 1 - 0    | Vercruysse (78e)                                                  | 1er    | 39 132 |
| 22 mai 1991       | J38     | OGC Nice              | Ext. | 0 - 1    | Pelé (42e)                                                        | 1er    | 14 553 |

### Coupe de France
| Date          | Tour   | Adversaire             | Lieu  | Score | Buteurs de l'OM                             | Public |
| ------------- | ------ | ---------------------- | ----- | ----- | ------------------------------------------- | ------ |
| 9 mars 1991   | 1/32e  | RC Strasbourg          | Dom.  | 4 - 1 | Vercruysse (4e, 58e), Papin (55e s.p., 74e) | 12 790 |
| 3 avril 1991  | 1/16e  | Dijon FCO              | Ext.  | 0 - 3 | Vercruysse (30e, 65e), Boli (85e)           | 15 360 |
| 28 avril 1991 | 1/8e   | Paris SG               | Ext.  | 0 - 2 | Fournier (45e), Papin (73e)                 | 38 000 |
| 14 mai 1991   | 1/4    | FC Nantes              | Ext.  | 1 - 2 | Papin (81e), Boli (101e)                    | 33 612 |
| 2 juin 1991   | 1/2    | Rodez Aveyron Football | Dom.  | 4 - 1 | Papin (19e; 22e, 32e), Vercruysse (58e)     | 29 022 |
| 8 juin 1991   | Finale | AS Monaco              | Paris | 0 - 1 | -                                           | 44 123 |

### Coupe des clubs champions européens
| Date              | Tour                 | Adversaire               | Lieu | Score           | Buteurs de l'OM                                                   | Public  |
| ----------------- | -------------------- | ------------------------ | ---- | --------------- | ----------------------------------------------------------------- | ------- |
| 19 septembre 1990 | Premier tour aller   | Dinamo Tirana            | Dom. | 5 - 1           | Papin (45e s.p., 68e, 75e), Cantona (70e), Vercruysse (90e)       | 10 000  |
| 3 octobre 1990    | Premier tour retour  | Dinamo Tirana            | Ext. | 0 - 0           | -                                                                 | 28 000  |
| 25 octobre 1990   | 1/8 de finale aller  | Lech Poznań              | Ext. | 3 - 2           | Fournier (8e), Waddle (63e)                                       | 23 000  |
| 7 novembre 1990   | 1/8 de finale retour | Lech Poznań              | Dom. | 6 - 1           | Papin (19e), Vercruysse (34e, 44e, 83e), Tigana (88e), Boli (90e) | 28 000  |
| 6 mars 1991       | 1/4 de finale aller  | Milan AC                 | Ext. | 1 - 1           | Papin (27e)                                                       | 80 051  |
| 20 mars 1991      | 1/4 de finale retour | Milan AC                 | Dom. | 3 - 0           | Waddle (75e)                                                      | 37 603  |
| 10 avril 1991     | Demi-finale aller    | Spartak Moscou           | Ext. | 1 - 3           | Pelé (26e), Papin (30e), Vercruysse (88e)                         | 103 000 |
| 24 avril 1991     | Demi-finale retour   | Spartak Moscou           | Dom. | 2 - 1           | Pelé (35e), Boli (47e)                                            | 37 500  |
| 29 mai 1991       | Finale               | Étoile rouge de Belgrade | Bari | 0 - 0 (3-5 tab) | -                                                                 | 59 000  |

| ·               |                    |     |
| Titulaires :    |                    |     |
|                 |                    |     |
| 1               | Stevan Stojanović  |     |
| 2               | Slobodan Marović   |     |
| 3               | Ilija Najdoski     |     |
| 4               | Refik Šabanadžović |     |
| 5               | Miodrag Belodedici |     |
| 6               | Siniša Mihajlović  |     |
| 7               | Robert Prosinečki  |     |
| 8               | Vladimir Jugović   |     |
| 9               | Darko Pančev       |     |
| 10              | Dejan Savićević    | 84e |
| 11              | Dragiša Binić      |     |
|                 |                    |     |
| Remplaçants :   |                    |     |
| 12              | Milić Jovanović    |     |
| 13              | Ivica Momčilović   |     |
| 14              | Rade Tošić         |     |
| 15              | Vlada Stošić       | 84e |
| 16              | Vladan Lukić       |     |
|                 |                    |     |
| Entraîneur :    |                    |     |
| Ljupko Petrović |                    |     |

| ·                |                     |      |
| Titulaires :     |                     |      |
|                  |                     |      |
| 1                | Pascal Olmeta       |      |
| 2                | Manuel Amoros       |      |
| 3                | Éric Di Meco        | 112e |
| 4                | Basile Boli         |      |
| 5                | Carlos Mozer        |      |
| 6                | Bruno Germain       |      |
| 7                | Bernard Casoni      |      |
| 8                | Chris Waddle        |      |
| 9                | Jean-Pierre Papin   |      |
| 10               | Abedi Pelé          |      |
| 11               | Laurent Fournier    | 75e  |
|                  |                     |      |
| Remplaçants :    |                     |      |
| 12               | Dragan Stojković    | 112e |
| 13               | Philippe Vercruysse | 75e  |
| 14               | Jean Tigana         |      |
| 15               | Éric Mura           |      |
| 16               | Alain Casanova      |      |
|                  |                     |      |
| Entraîneur :     |                     |      |
| Raymond Goethals |                     |      |

| ·               |                    |     |
| Titulaires :    |                    |     |
|                 |                    |     |
| 1               | Stevan Stojanović  |     |
| 2               | Slobodan Marović   |     |
| 3               | Ilija Najdoski     |     |
| 4               | Refik Šabanadžović |     |
| 5               | Miodrag Belodedici |     |
| 6               | Siniša Mihajlović  |     |
| 7               | Robert Prosinečki  |     |
| 8               | Vladimir Jugović   |     |
| 9               | Darko Pančev       |     |
| 10              | Dejan Savićević    | 84e |
| 11              | Dragiša Binić      |     |
|                 |                    |     |
| Remplaçants :   |                    |     |
| 12              | Milić Jovanović    |     |
| 13              | Ivica Momčilović   |     |
| 14              | Rade Tošić         |     |
| 15              | Vlada Stošić       | 84e |
| 16              | Vladan Lukić       |     |
|                 |                    |     |
| Entraîneur :    |                    |     |
| Ljupko Petrović |                    |     |

| ·                |                     |      |
| Titulaires :     |                     |      |
|                  |                     |      |
| 1                | Pascal Olmeta       |      |
| 2                | Manuel Amoros       |      |
| 3                | Éric Di Meco        | 112e |
| 4                | Basile Boli         |      |
| 5                | Carlos Mozer        |      |
| 6                | Bruno Germain       |      |
| 7                | Bernard Casoni      |      |
| 8                | Chris Waddle        |      |
| 9                | Jean-Pierre Papin   |      |
| 10               | Abedi Pelé          |      |
| 11               | Laurent Fournier    | 75e  |
|                  |                     |      |
| Remplaçants :    |                     |      |
| 12               | Dragan Stojković    | 112e |
| 13               | Philippe Vercruysse | 75e  |
| 14               | Jean Tigana         |      |
| 15               | Éric Mura           |      |
| 16               | Alain Casanova      |      |
|                  |                     |      |
| Entraîneur :     |                     |      |
| Raymond Goethals |                     |      |

## Aspects juridiques et économiques

### Aspects juridiques

#### Organigramme
Le tableau ci-dessous présente l'organigramme de l'Olympique de Marseille pour la saison 1990-1991.
| Fonction                | Nom                |
| ----------------------- | ------------------ |
| Président du directoire | Bernard Tapie      |
| Directeur général       | Jean-Pierre Bernès |
| Directeur financier     | Alain Laroche      |